# 7544 Tipografiyanauka
7544 Tipografiyanauka eller 1976 UB2 är en asteroid i huvudbältet som upptäcktes den 26 oktober 1976 av den ryska astronomen Tamara Smirnova vid Krims astrofysiska observatorium på Krim. Den har fått sitt namn efter tryckeriet Nauka.
Asteroiden har en diameter på ungefär 8 kilometer och den tillhör asteroidgruppen Koronis.